# Josh Dun
Joshua William Dun (Columbus, 18 giugno 1988) è un batterista statunitense, conosciuto per essere il batterista del duo Twenty One Pilots.

## Biografia

### Primi anni
Dun è nato a Columbus,nell'Ohio, ed è cresciuto con due sorelle, Ashley e Abigail, e un fratello, Jordan. Ha imparato da solo a suonare la batteria quand'era piccolo. Afferma di averlo fatto andando in un negozio di strumenti, sedendosi su una batteria elettronica, mettendo della musica sul suo lettore CD e mettendo le cuffiette e le cuffie della batteria elettronica sopra ad esse, andando a tempo come meglio poteva. Secondo Josh, da bambino non aveva il permesso di ascoltare la musica, ma sgattaiolava fino al negozio di musica una volta a settimana e chiedeva suggerimenti alle persone lì presenti: «Ho dovuto nascondere album come Dookie dei Green Day sotto al mio letto, e a volte i miei genitori li trovavano e uscivano letteralmente fuori di testa. Poi hanno trovato un'alternativa cristiana, come i Relient K, e mi facevano sentire quello». Dun ha lavorato al Guitar Center per tre anni, e ha lavorato con l'ex batterista dei Twenty One Pilots, Chris Salih.

### House of Heroes
Nel marzo del 2010 Dun entra a far parte del gruppo House of Heroes sotto raccomandazione del batterista della band, Colin Rigsby, che prese una pausa per passare più tempo con la sua famiglia.
Josh prende parte al tour degli House of Heroes fino a ottobre, quando Rigsby ritorna successivamente al suo lavoro.

### Twenty One Pilots

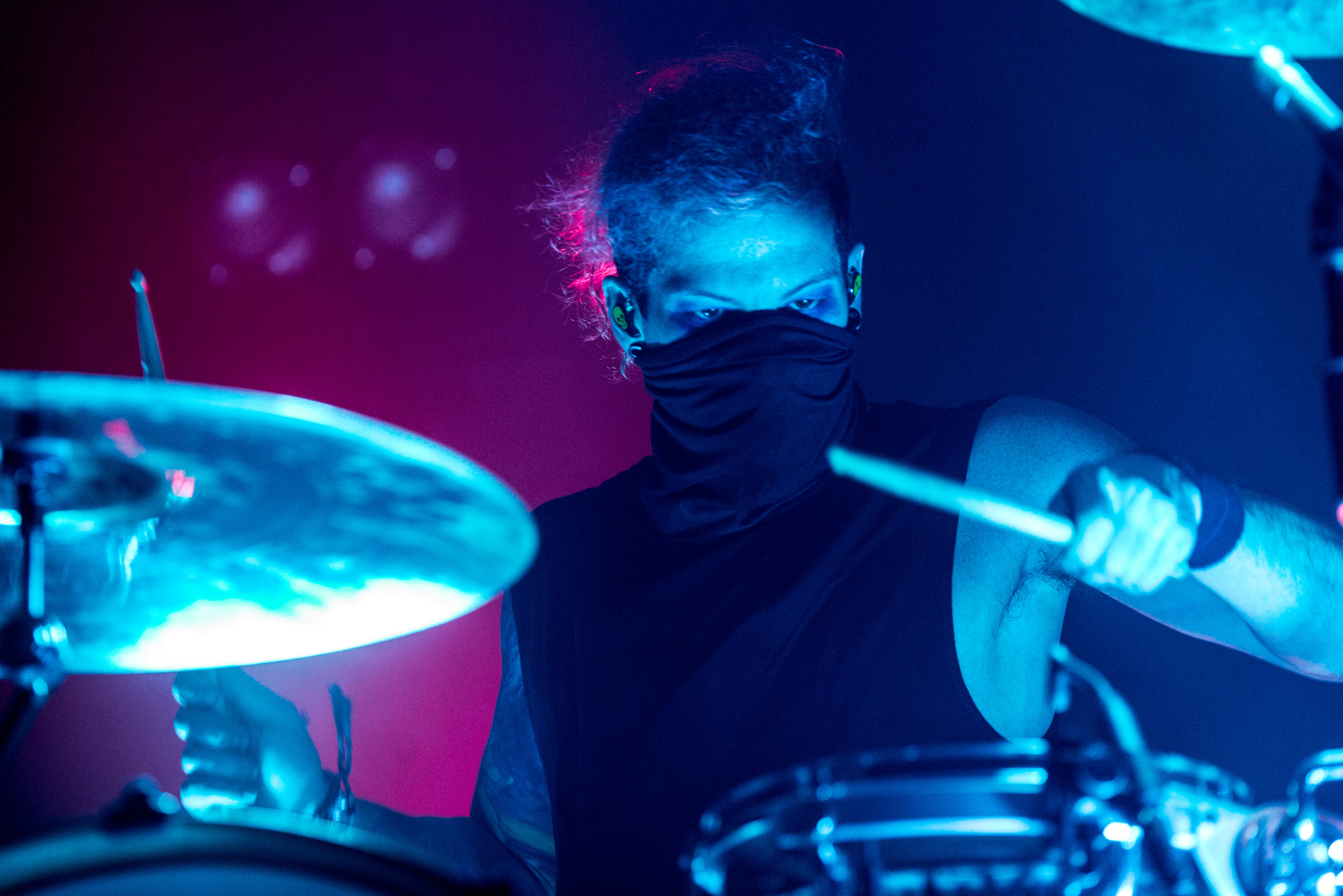
Dun mentre suona con i Twenty One Pilots a Monaco, in Germania, nel 2016

Nel 2011 Dun è andato a un concerto dei Twenty One Pilots sotto invito dell'allora batterista Chris Salih, dopo aver sentito le prime demo della band. Josh rimase impressionato dalla performance del trio, e finito lo spettacolo incontra il cantante, Tyler Joseph; un paio di giorni dopo iniziano a passare del tempo insieme e a instaurare un'amicizia.
Successivamente Nick Thomas e Salih lasciano la band a causa di altri impegni, e Dun lascia il suo lavoro al Guitar Center per suonare in un concerto con Tyler. Suonano però una sola canzone, prima che la polizia metta fine allo spettacolo. Dopo quel giorno, Dun diviene ufficialmente il batterista a tempo pieno della band. Il duo realizza insieme il secondo album del gruppo, Regional at Best, pubblicato l'8 luglio del 2011, e firmano il loro primo contratto discografico con l'etichetta sussidiaria dell'Atlantic Records, la Fueled by Ramen, nell'aprile 2012. Seguono i due album Vessel, del 2013, e Blurryface, del 2015, entrambi di successo internazionale.
Nel 2017 suona con la cantante canadese Lights nel singolo Savage, dal suo album Skin&Earth.
Il 5 ottobre 2018 il duo pubblica l'album Trench.
Nel 2021 i Twenty One Pilots pubblicano l'album Scaled and Icy e nel 2024 l’album Clancy.

## Vita privata
Riguardo alla musica, Josh Dun ha detto: «Ho sempre voluto suonare la batteria e ora posso farlo tutti i giorni. È questo quello che amo di più, stare insieme con delle persone in una stanza e lasciare che la musica ci unisca - so che suona molto drammatico, ma è un'esperienza molto bella e qualcosa che non mi stancherà ancora per molto tempo».
Dun è cristiano, ed era in una relazione con l'attrice e cantante Debby Ryan da marzo 2013 a settembre 2014, per poi riprendere una relazione con quest'ultima nel 2018. Nel dicembre dello stesso anno, in Nuova Zelanda, chiede a Debby Ryan di sposarlo. La coppia si sposa il 31 dicembre 2019 ad Austin, in Texas.
Dun ha un tatuaggio di un albero sul suo braccio destro che rappresenta il suo essere credente. Tuttavia, preferisce dire ai fan di persona il suo vero significato e vorrebbe che questo non diventasse virale su Internet.
Sia Dun che Joseph hanno tatuata una "X" sul loro corpo che simbolizza la devozione alla loro città natale e ai loro fan a Columbus, in Ohio. Questi tatuaggi vennero fatti sul palcoscenico durante uno dei loro concerti avvenuti lì, nel 2013. Quello di Josh si trova dietro l'orecchio destro. Inoltre Josh e Tyler si sono tatuati i propri nomi sulle loro ginocchia. Tyler ha scritto il suo nome sul ginocchio di Josh e viceversa.
Dun è discendente di Edwin Dun, l'allevatore statunitense che formò in modo significativo le politiche agricole in Hokkaidō.

## Premi e riconoscimenti
| Anno | Evento                         | Premio             | Risultato   |
| ---- | ------------------------------ | ------------------ | ----------- |
| 2016 | Alternative Press Music Awards | Miglior batterista | Candidato/a |